# Sport Klub Windhoek
Il Windhoek Sport Klub è una società calcistica di Windhoek, capitale della Namibia. Milita nella massima divisione del campionato namibiano. Disputa le partite interne nello Stadio SKW (900 posti), situato nella zona centrale della capitale.
Il club è noto anche con il nome di Cymot Boys.

## Palmarès
- Campionati namibiani: 1

1966

## Altro
Lo Sport Klub Windhoek è, tra l'altro, l'organizzatore del Carnevale di Windhoek e dell'Oktoberfest Windhoek.